# Ochoz u Brna
Ochoz u Brna (en allemand : Ochos) est une commune du district de Brno-Campagne, dans la région de Moravie-du-Sud, en République tchèque. Sa population s'élevait à 1 466 habitants en 2020.

## Géographie
Ochoz u Brna se trouve à 9 km au sud-sud-ouest de Tišnov, à 12 km au nord-est du centre de Brno et à 190 km au sud-est de Prague.
La commune est limitée par Březina (Blansko) au nord, par Hostěnice à l'est, par Mokrá-Horákov et Brno au sud, et par Kanice et Babice nad Svitavou à l'ouest.

## Histoire
La première mention écrite de la localité date de 1237.